# Archaeodictyna suedicola
Archaeodictyna suedicola là một loài nhện trong họ Dictynidae.
Loài này thuộc chi Archaeodictyna. Archaeodictyna suedicola được Eugène Simon miêu tả năm 1890.